# Erebia depressivaga
Erebia depressivaga är en fjärilsart som beskrevs av Ruggero Verity 1935. Erebia depressivaga ingår i släktet Erebia och familjen praktfjärilar. Inga underarter finns listade i Catalogue of Life.